# Khanikin
Khanikin a Khanaqin (kurd خانه قين, Xaneqîn; àrab خانقين) és una població de l'Iraq a la província de Diyala prop de la frontera amb l'Iran i a riba de l'Alwand, un afluent del Diyala. És capital del districte de Khanikin o Khanaqin que inclou també les poblacions d'As-Sadiyah i Jalula i centenars de llogarets. El darrer cens és de 1990 i tenia 60.800 habitants.
Té origen en una fortalesa sassànida de nom Du-Khanag (دوخانگ) que vol dir "Dues Cases" en persa; un antic pont fou també obra dels sassànides. A la conquesta àrab vers 640 s'hi va lliurar una batalla, ja que es parla del "dia de Khanikin" (derivació de Du-Khanag amb eliminació del Du/Dos i l'afegit de ayn, sufix àrab per parella). Després fou una població de poca importància en la ruta de Khurasan. Vers el 606 s'hi va lliurar una batalla entre omeies i kharigites, manats aquestos per Shabib ibn Yazid. Al segle IX hi foren deportat grups de zutts després que la seva revolta a la baixa Mesopotàmia fos sufocada el 839. Modernament la seva població és kurda en gran majoria tot i estar rodejats de poblacions àrabs. Sota Saddam Hussein la població kurda fou massacrada o deportada i s'hi van establir àrabs, però amb la invasió americana els deportats van poder tornar i van esclatar conflictes amb els nous propietaris àrabs; la ciutat va demanar segregar-se de la província de Diyala i unir-se al Kurdistan Iraquià i va convocar un referèndum, però de moment no s'ha celebrat. A la rodalia hi ha els camp petrolier de Khana. A les eleccions pel govern provincial de 2009 l'Aliança Kurda va obtenir una àmplia majoria al districte.